# Cantone di Bavilliers
Il Cantone di Bavilliers è una divisione amministrativa dell'arrondissement di Belfort.
È stato istituito a seguito della riforma dei cantoni del 2014, che è entrata in vigore con le elezioni dipartimentali del 2015.

## Composizione
Comprende i comuni di:
- Bavilliers
- Cravanche
- Danjoutin
- Essert
- Pérouse